# Norücken
Norücken är en bergstopp i Antarktis. Den ligger i Östantarktis. Nya Zeeland gör anspråk på området. Toppen på Norücken är 600 meter över havet.
Terrängen runt Norücken är varierad. Havet är nära Norücken åt sydost. Trakten är obefolkad. Det finns inga samhällen i närheten.